# بيورن دانيلسون
بيورن دانيلسون (بالسويدية: Björn Danielsson)‏ هو لاعب هوكي الجليد سويدي، ولد في 14 أغسطس 1977 في Märsta ‏ في السويد.

## وصلات خارجية
- بيورن دانيلسون على موقع EliteProspects.com (الإنجليزية)
- بيورن دانيلسون على موقع Eurohockey.com (الإنجليزية)
- بيورن دانيلسون على موقع HockeyDB.com (الإنجليزية)